# Rafael Hernández Estrada
Rafael Hernández Estrada (10 de agosto de 1959, México, D. F.) Militante fundador del  Partido de la Revolución Democrática, fue su representante ante el Consejo General del IFE, hoy INE del año 1999 al 2011.

## Biografía
Fue activista y dirigente del sindicalismo independiente en los años 70 en la zona industrial de Naucalpan, Estado de México, militó en la Organización Marxista por la Emancipación del Proletariado - Partido Patriótico Revolucionario, agrupación que se fusionó con otras organizaciones de izquierda para formar el Partido Mexicano Socialista en 1986, en el cual fue integrante de la secretaría general colectiva en el Estado de México, y miembro de su Consejo Nacional.
Participó activamente en la campaña presidencial de Cuauhtémoc Cárdenas en 1988 y en las movilizaciones contra el fraude electoral de ese mismo año. En octubre de 1989, fue uno de los firmantes del llamamiento para la formación del Partido de la Revolución Democrática, partido del que ha sido Consejero Nacional, desde su fundación y hasta la fecha. Fue Secretario de Acción Electoral del CEN del PRD cuando lo presidió Andrés Manuel López Obrador, de 1997 a 1999. En 1999 organizó, junto con Jesús Ortega Martínez, la corriente Nueva Izquierda, de la que forma parte.
Fue diputado federal y vicecoordinador de la bancada del PRD en la LVIII Legislatura de la Cámara de Diputados (2000 - 2003). En la campaña presidencial de López Obrador de 2006 fungió como delegado político en el estado de Tlaxcala. En agosto del mismo año participó en la redacción de la convocatoria a la Convención Nacional Democrática que, el 16 de septiembre de ese año, reunió a más de un millón de delegados.
Además de sus cargos partidarios, fue Coordinador Operativo de la Convención Nacional Democrática y presidente de ésta; es integrante de la GOPAC (enlace roto disponible en Internet Archive; véase el historial, la primera versión y la última). (la Organización Mundial de Parlamentarios Contra la Corrupción) y firmante y promotor en México de la ATTAC (Asociación por la Tasación de las Transacciones Financieras y la Acción Ciudadana) que promueve en el ámbito internacional la Tasa Tobin para financiar el desarrollo y erradicar la pobreza.
Como diputado federal y analista ha defendido al Estado laico, denunciando las transgresiones al mismo que los distintos gobiernos mexicanos llevan a cabo, propuso una reforma fiscal integral y progresiva que fortaleciera las finanzas públicas eliminando la elusión fiscal de las grandes corporaciones y facilitando el pago de impuestos de los pequeños contribuyentes. Presentó iniciativas y puntos de acuerdo para crear una política pública de prevención de desastres naturales y fortalecer el Fondo Nacional de Desastres. Asimismo, presentó iniciativas para que la Cámara de Diputados tenga la facultad de aprobar el Plan Nacional de Desarrollo y vigile en forma estrecha la aplicación de las políticas públicas, y para regular el procedimiento legislativo, de tal forma que todas las iniciativas fueran dictaminadas a favor o en contra, de acuerdo al orden de su presentación.
Como representante electoral del PRD llevó a cabo debates y litigios en defensa de la reforma electoral del año 2008, a favor del fortalecimiento de la institución electoral y de su carácter autónomo. Denunció las prácticas fraudulentas que respaldaron la campaña presidencial de Felipe Calderón Hinojosa en 2006 y la intervención ilegal de funcionarios públicos, de las grandes empresas televisivas y de la Iglesia católica en las campañas electorales. Asimismo, fue asesor de las reformas electorales de 2008 y 2014, así como  promotor de reformas legales y reglamentarias para que los partidos políticos queden obligados a transparentar su vida interna y su financiamiento.
Ha publicado artículos en los periódicos partidistas La Unidad y Propuesta (del cual fue director en 1996), las revistas Por Esto y Proceso, los diarios Excélsior y El Economista y en su blog, además de ensayos en las revistas Nexos, Coyuntura, Voz y Voto, Bien Común.
Es autor de los siguientes libros: 
- Relaciones Estado-iglesias-sociedad, coordinador (2002), editado la Cámara de Diputados. Consultable en: AbeBooks
- Balance legislativo 2000-2003 (2003), editado la Cámara de Diputados.
- Régimen de partidos y Ley de Partidos en México. Antecedentes y propuestas, editado por el Centro de Capacitación Judicial Electoral, organismo del Tribunal Electoral del Poder Judicial de la Federación. Consultable en: TEPJF
- PND 2019-2024. Análisis y propuestas, coordinador (2019) publicado por el Grupo Parlamentario del PRD en la Cámara de Diputados. 
- Servidores de la Nación. La operación política del gobierno de la 4 T (2019) publicado por el PRD. Disponible en: PRD
- Libertad y Estado laico (2020), editados por el PRD.
- El neoliberalismo populista de la 4T (2020), que apareció en la Revista Coyuntura. Disponible en: PRD
Estudió derecho laboral en la Universidad Obrera de México. Son autodidactas sus conocimientos de política, sociología, derecho electoral y constitucional.
- Datos: Q6097419